# Illescasschiereiland
Het Illescasschiereiland is een schiereiland in het noordwesten van Peru. Het vormt de zuidelijke grens van de Sechurabaai, de grootste baai van Peru. De Sechurabaai omvat ook het meest noordelijke deel van de Grote Oceaan dat onder invloed staat van de Humboldtstroom. Het schiereiland ligt in Piura en is nauwelijks bewoond. Een deel van het schiereiland werd tot gereserveerde zone verklaard. Illescas is ook de naam die wordt gegeven aan het hoogste punt van het schiereiland (500 m), de Cerro Illescas.
Het schiereiland en Cerro Illescas liggen ruim 150 km ten westen van de Andes, midden in een vlakke woestijn, de Sechurawoestijn. De vegetatie op het schiereiland is extreem beperkt en er groeien slechts een paar struik- en boomsoorten in het gebied. Er groeien vooral mesquitebomen en struiken die plaatselijk bekend staan als zapote. Een endemische soort vos, de Lycalopex sechurae, komt voor op het schiereiland. Langs de kust, en op het meest westelijke punt, bevinden zich kolonies zeeleeuwen, blauwvoetgenten en humboldtpinguïns.
Het schiereiland vormt de grens tussen de mariene ecoregio Guayaquil in het noorden en de mariene ecoregio Centraal Peru in het zuiden.